# Заровье (Минская область)
Заро́вье (бел. Зароўе) — деревня в Крупском районе Минской области Белоруссии. Входит в Крупский сельсовет.

## Описание
Заровье находится в 138 км от Минска и в 6 км от районного и сельского центра Крупки. Деревня располагается на дороге Н8650 и недалеко от автодороги Р19. В Заровье есть кладбище и деревообрабатывающее предприятие.

## Население
В деревне проживает 58 человек.